# 태원 이씨
태원 이씨(太原李氏)는 태원시를 본관으로 하는 한국의 성씨이다.
태원 이씨의 시조는 이귀지는 송나라 태원 출신으로 고려에 귀화하여 사재판서와 한성판윤을 지냈다. 그의 손자 이방무는 조선의 개국공신으로서 개국원종공신(開國原從功臣)에 책록되었으며 그의 후손들은 이귀지의 고향인 태원을 본관으로 했다.

## 참고 자료
- “이씨(李氏) 본관(本貫) 태원(太原)”. 《한국족보출판사》. 2022년 11월 29일에 원본 문서에서 보존된 문서.